# Nguyễn Văn Ngọc (chính khách)
Nguyễn Văn Ngọc (1908 - 1999) là một nhà cách mạng và chính khách Việt Nam. Ông từng là Bí thư Thành ủy Hà Nội, từng được huấn luyện để trở thành điệp viên nhảy dù cho quân đội Anh trong Thế chiến thứ hai, hoạt động tại Đông Dương. Sau năm 1945, ông lần lượt giữ các chức vụ cao cấp trong Chính phủ Việt Nam Dân chủ Cộng hòa như: Phó Tổng Giám đốc Công an Việt Nam, Viện phó Viện Công tố Trung ương (nay là Viện kiểm sát nhân dân tối cao); Thứ trưởng Bộ Nội vụ Việt Nam; Phó Chủ nhiệm Văn phòng Nội chính Phủ Thủ tướng, kiêm Trưởng ban Biên giới và Trưởng ban Việt kiều Trung ương của Chính phủ.

## Tiểu sử
Ông sinh năm 1908 (theo bia tại nhà tù Hòa Lò thì ông sinh năm 1912) tại Gia Lương, Hà Bắc (nay là Gia Bình, Bắc Ninh) trong một gia đình bần nông. Ông tham gia hoạt động cách mạng năm 1928 và gia nhập Đảng Cộng sản Đông Dương tại Hà Nội tháng 10 năm 1929.
Năm 1936, theo sự phân công, ông sang Côn Minh và Nam Ninh Trung Quốc hoạt động xây dựng cơ sở và đào tạo cán bộ.
Năm 1938-1939, ông được Bí thư Xứ ủy Bắc Kỳ lúc đó là Hoàng Văn Thụ tổ chức cho về nước.
Năm 1939-1940, ông được Hoàng Văn Thụ cử làm Bí thư Thành ủy Hà Nội .
Tháng 8 năm 1940, ông bị chính quyền thực dân Pháp bắt giữ và bị kết án tù chung thân, bị đi tù các nhà tù Hỏa Lò, Sơn La, Bắc Mê (Hà Giang).

## Lưu đày ở hải ngoại
Giữa tháng 6 năm 1941, ông cùng 7 đảng viên Cộng sản và 3 chính trị phạm khác bị đẩy lên tàu hỏa, đưa vào Sài Gòn rồi xuống tàu thủy, đem đi đày biệt xứ ở đảo quốc Madagascar thuộc châu Phi lúc này vẫn là thuộc địa của Pháp.
Tại đây, ông và các đồng chí của mình đã tận tình hướng dẫn dân bản địa cách trồng lúa nước, dệt vải bông, tổ chức các hoạt động văn hóa - văn nghệ và làm nhiều việc hữu ích khác như giúp dân chế tác đồ trang sức, đan các loại giỏ xách, gò dụng cụ nhà bếp, sửa chữa đồng hồ, vì vậy mà được nhân dân và chính quyền bản địa rất quý mến.
Đầu năm 1944, ông cùng Trần Hiệu, Nguyễn Văn phòng được quân Anh  đưa tới Kenya rồi sang Ấn Độ. Tại đây gặp lại Phan Bôi, được Phan Bôi cho biết người Anh định dùng họ để thực hiện các chương trình phát thanh ở Sydney (Úc), San Francisco (Mỹ) và New Delhi (Ấn Độ). Biết rõ lập trường chống Cộng của các lãnh đạo Anh, Mỹ và hiểu sớm muộn gì cũng sẽ chống Liên Xô nên họ tìm mọi cách thoái thác. Rốt cục, người Anh chuyển họ sang hoạt động tình báo, huấn luyện họ về lý thuyết, cách đánh morse và dịch mật mã.
Tháng 3-1945 máy bay B-29 của Anh chở ông Nguyễn Văn Ngọc cùng các ông Trần Hiệu, Nguyễn Văn phòng bay từ Dakar qua vịnh Bengal, vịnh Thái Lan, biển Đông, vịnh Bắc Bộ vào châu thổ sông Hồng để thực hiện kế hoạch cho họ nhảy dù cùng điện đài xuống khu vực Miếu Môn ở giữa hai tỉnh Hà Đông, Hòa Bình nhưng vì pháo phòng không Nhật bắn lên nhiều, sương mù lại dày đặc nên máy bay phải quay về.
Tháng 5-1945, hành trình cũ lặp lại lần này ba người nhảy dù xuống làng Tiên Lữ - huyện Quốc Oai - tỉnh Hà Đông (nay là Hà Nội) tuy nhiên lệch 20 km so với dự tính ban đầu. Hồ Chí Minh khuyên nhóm tình báo (7 người gồm Phan Bôi, Lê Giản, Hoàng Đình Giong, Nguyễn Văn Ngọc, Trần Hiệu, Nguyễn Văn phòng, Đoàn Ngọc Rê) không cần thiết phải đốt dù và căn dặn có bắt liên lạc với Người Anh tại Trung tâm chỉ huy ở Calcutta (Ấn Độ) để xin thêm vũ khí, điện đài, thuốc chữa bệnh và vẫn công tác khuôn khổ mục tiêu chống phát xít.

## Tham gia hoạt động ngành Công an
Từ 8/1945-2/1946, sau khi Cách mạng tháng Tám thành công ông được Chính phủ bổ nhiệm chức vụ Thường vụ Xứ ủy Trung kỳ  - Giám đốc Sở Trinh sát Trung bộ , Bí thư kiêm Chủ tịch phân khu Bình Trị Thiên, Trưởng ty Chính trị- Nha công an.
Năm 15/01/1952, ông được bổ nhiệm làm Phó giám đốc Nha Công an.
Ngày 18/07/1953, ông được bổ nhiệm giữ chức Chánh Văn phòng Thứ Bộ Công an.

## Tham gia công tác Chính phủ
Từ sau 1954, ông chuyển sang cương vị lãnh đạo ở các cơ quan khác nhau.
Năm 1959-1960, Viện phó Viện Công tố Trung ương.
Năm 1960, ông cùng Bùi Lâm tham giam xây dựng Dự thảo Luật Tổ chức Viện kiểm sát nhân dân năm 1960 và cùng Bùi Lâm trực tiếp lên báo cáo với Chủ tịch Hồ Chí Minh để xin ý kiến. Chính vì vậy, trong khi dặn dò Bùi Lâm và Nguyễn Văn Ngọc, Hồ chủ tịch đã dành cho Ngành kiểm sát nhân dân mười chữ vàng, đó là: "Công minh, chính trực, khách quan, thận trọng, khiêm tốn".
Năm 1960-1961, Phó Chủ nhiệm Văn phòng Nội Chính - Phủ Thủ tướng.
Năm 1961-1963, Thứ trưởng Bộ Nội vụ kiêm hiệu trưởng Trường Hành chính Trung ương nay là học viện Hành chính Quốc gia.
Năm 1962-1967, Thứ trưởng Bộ Nội vụ .
Năm 1968-1979, Phó Chủ nhiệm Văn phòng Phủ Thủ tướng kiêm Trưởng ban Biên giới, Phó Trưởng ban Việt kiều Trung ương.
Ngày 12/07/1975, ông mời một số Việt kiều, đại diện cho các hội Việt kiều ở một số nước (Pháp, Canada, Đức,...) lên Tam Đảo tham dự cuộc họp về phong trào Việt kiều.
Ông mất 1 tháng 8 năm 1999 tại Hà Nội, hưởng thọ 91 tuổi 

## Cống hiến
Trực tiếp đàm phán với tướng Ikawa tiếp quản các cơ quan quận sự và hành chính thành phố Đà Nẵng từ quân Nhật. Nhờ thiết lập được mối quan hệ với I-ka-oa (Ikawa) nên đã thuyết phục được I-ka-oa (Ikawa), đại uý tham mưu trưởng Na-ka-ha-ra (Minh Ngọc- Mitsunobu Nakahara), thư ký Ma-gia-ru Đè-but-chi (Debutsi)... theo Việt Minh cung cấp vũ khí cho quân đội cách mạng. Đầu năm 1946, giới thiệu đề cử Ikawa và Nakahara vào Quân khu 5 giúp tướng Nguyễn Sơn tổ chức các lớp huấn luyện quân sự cấp tốc ở Quảng Ngãi.
Tiếp quản Sở mật thám Trung kỳ (Mật thám liên bang) theo sự phân công của Tố Hữu và thành lập Sở Trinh sát Trung bộ dựa trên việc lựa chọn, giáo dục, thuyết phục và phân hóa có sàng lọc một số nhân viên cũ của Sở mật thám Pháp, sử dụng họ để tiến hành tiếp nhận hồ sơ của Pháp để lại. Đây là sự đột phá trong cách sử dụng con người thời bấy giờ nhờ vậy nhanh chóng năm bắt thông tin, tìm ra, bắt và xử lý được mật thám chìm của Pháp để lại cũng như bảo quản được hồ sơ lưu trữ trong Sở mật thám.
Tiếp xúc, tìm gặp thuyết phục cụ Huỳnh Thúc Kháng và mời ra Hà Nội theo chỉ thị của Hồ Chí Minh.
Theo chỉ thị của Tố Hữu, Nguyễn Văn Ngọc, dẫn một số cán bộ công an, trong đó có Hoàng Đạo, từ Huế ra chi viện cho Thanh Hóa trấn áp Quốc dân Đảng bạo loạn tại Thanh Hóa do cha con Nguyễn Ngọc Sơn cầm đầu nhóm phản động có lực lượng vũ trang hàng tiểu đoàn sau khi chúng chiếm trụ sở Ty Nông nghiệp, quấy phá uy hiếp chính quyền non trẻ ở địa phương Thanh Hóa.
Tham gia xây dựng Dự thảo Luật Tổ chức Viện kiểm sát nhân dân năm 1960.

## Khen thưởng
Ông được Nhà nước Việt Nam tặng nhiều huân chương. Một số huân chương tiêu biểu:
- Năm 1991-Huân chương Hồ Chí Minh (Nghi quyết số 577 KT/HĐNN ngày 08/03/1991 vào sổ vàng số 4),
- Năm 1984-Huân chương Kháng chiến chống Mỹ cứu nước hạng nhất,
- Năm 1960-Huân chương Kháng chiến hạng nhất,
- Năm 1956-Huân chương Độc lập hạng ba,
- Huân chương Quân công hạng nhất trao cho đồng chí Nguyễn Văn Ngọc - nguyên Phó giám đốc Nha Công an do đã lập thành tích xuất sắc trong sự nghiệp bảo vệ an ninh tổ quốc do chủ tịch nước Trường Chinh ký, ghi sổ 713
- Huy hiệu 70 năm tuổi Đảng (Quyết định số 946 ngày 03/02/2000)
- Kỷ niệm chương Chiến sĩ cách mạng bị địch bắt, tù đày do đã nêu cao tinh thần kiên trung bất khuất góp phần vào thắng lợi của sự nghiệp cách mạng giải phóng Dân tộc, do Thủ tướng Chính phủ Võ Văn Kiệt ký ngày 28/03/1996, quyết định số 184/Ttg, bảng số 587

## Tuyên bố
Muốn bắt cọp phải vào hang bắt cọp

## Hồi ký
Tác phẩm "Người lưu đày trở về - Điệp viên nhảy dù thành Giám đốc công an Trung Bộ"- Nhà xuất bản Công an nhân dân- 1988 (Epub, pdf)
Intelligence in a time of decolonization: The case of the Democratic Republic of Vietnam at war (1945–50) Lưu trữ ngày 20 tháng 1 năm 2010 tại Wayback Machine- Christopher E. Goscha. (file pdf )

## Hình ảnh

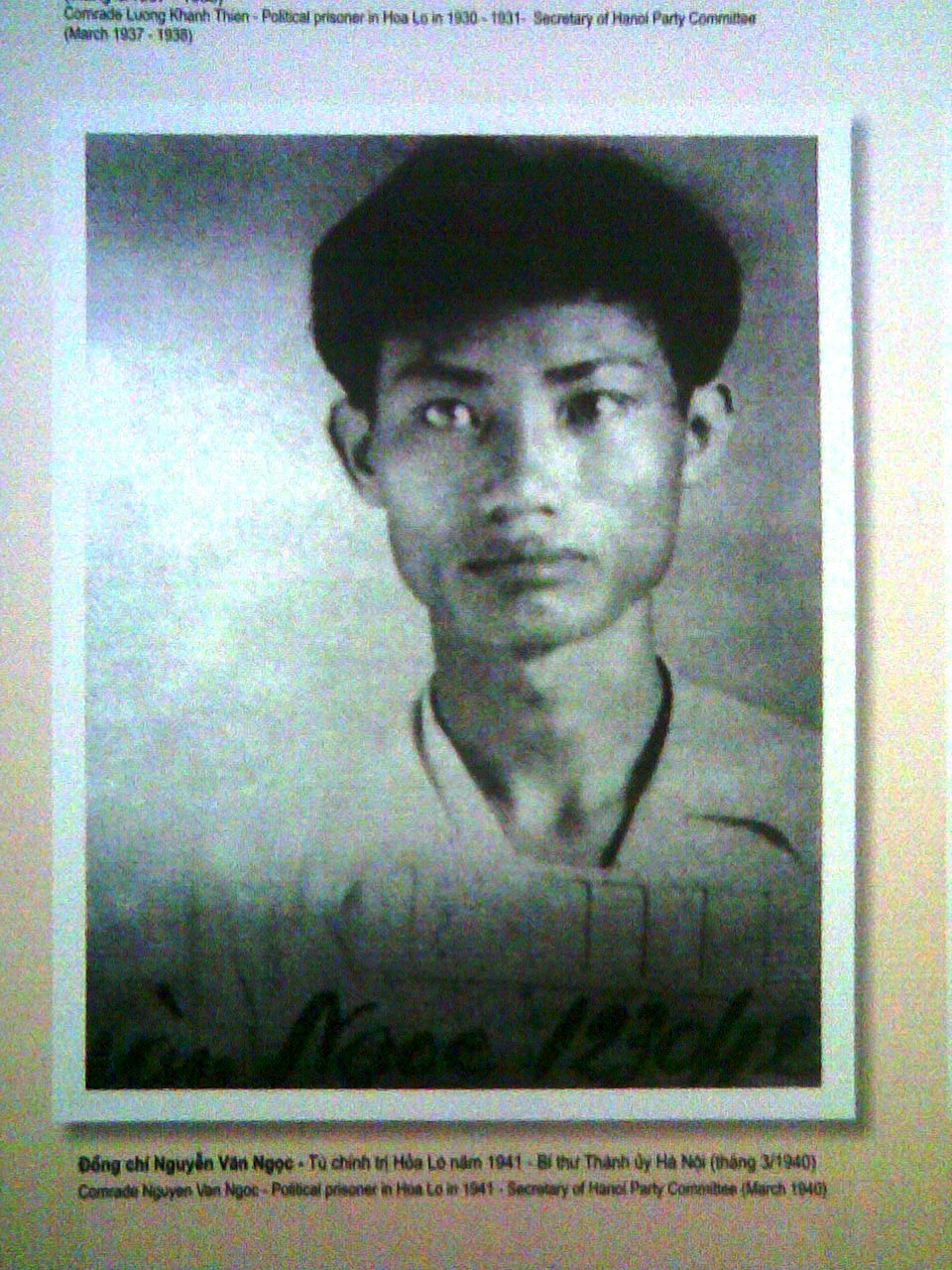
Hình ảnh chụp tại nhà tù Hỏa Lò- Hà Nội
Danh sách trong nhà tù Hòa Lò
Hình ảnh 9 Bí thư Thành ủy đầu tiên của Hà nội bị giam giữa tại nhà tù Hòa Lò - Cụ Nguyễn Văn Ngọc (người dưới cùng bên trái)ảnh chụp tại Hỏa Lò ngày 21 tháng 2 năm 2010
Hình ảnh 7 chiến sĩ Cách mạng được máy bay Anh đưa về Việt Nam năm 1942-Cụ Nguyễn Văn Ngọc (người thứ 3 từ bên trái)
Ông Nguyễn Văn Ngọc (người ngoài cùng bên trái)- cùng đoàn đi kiểm tra tại Tây Ninh
Đoàn công tác cán bộ Hải phòng mừng thọ 80 tuổi đ/c Nguyễn Văn Ngọc
Ảnh chụp tại nhà khi bà Thu Ngoạn đến thăm
Ảnh chụp khi hợp mặt đầu năm
Ảnh chụp tại sân nhà
Quyết định công nhận hoạt động cách mạng trước 8/1945
Quyết định điều chỉnh lương hưu-197 đồng 57
Ảnh chụp khi Bà Thu Ngoạn về thăm quê hương
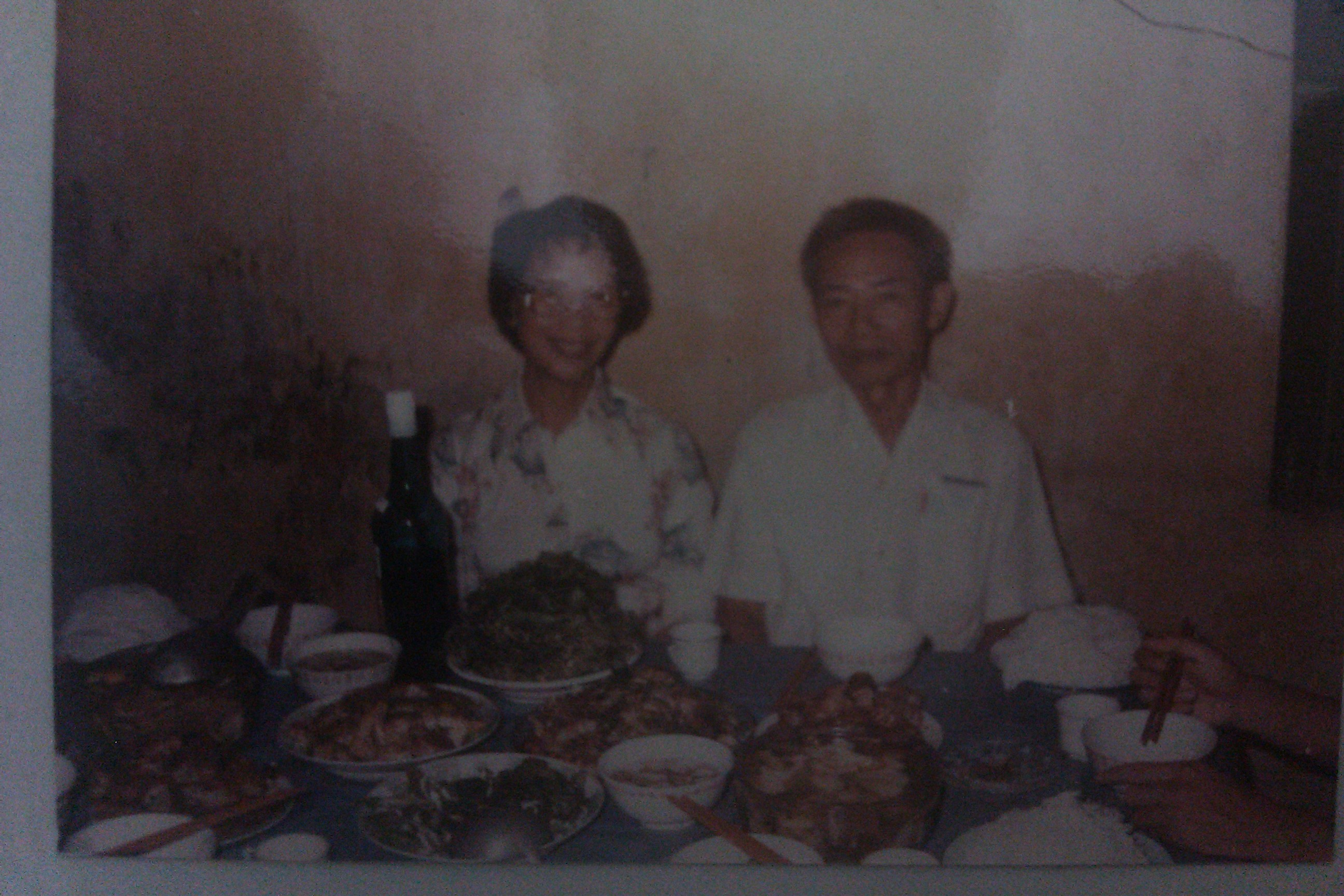
Ảnh chụp khi Bà Thu Ngoạn về thăm quê hương
Ảnh chụp tại Tây Ninh
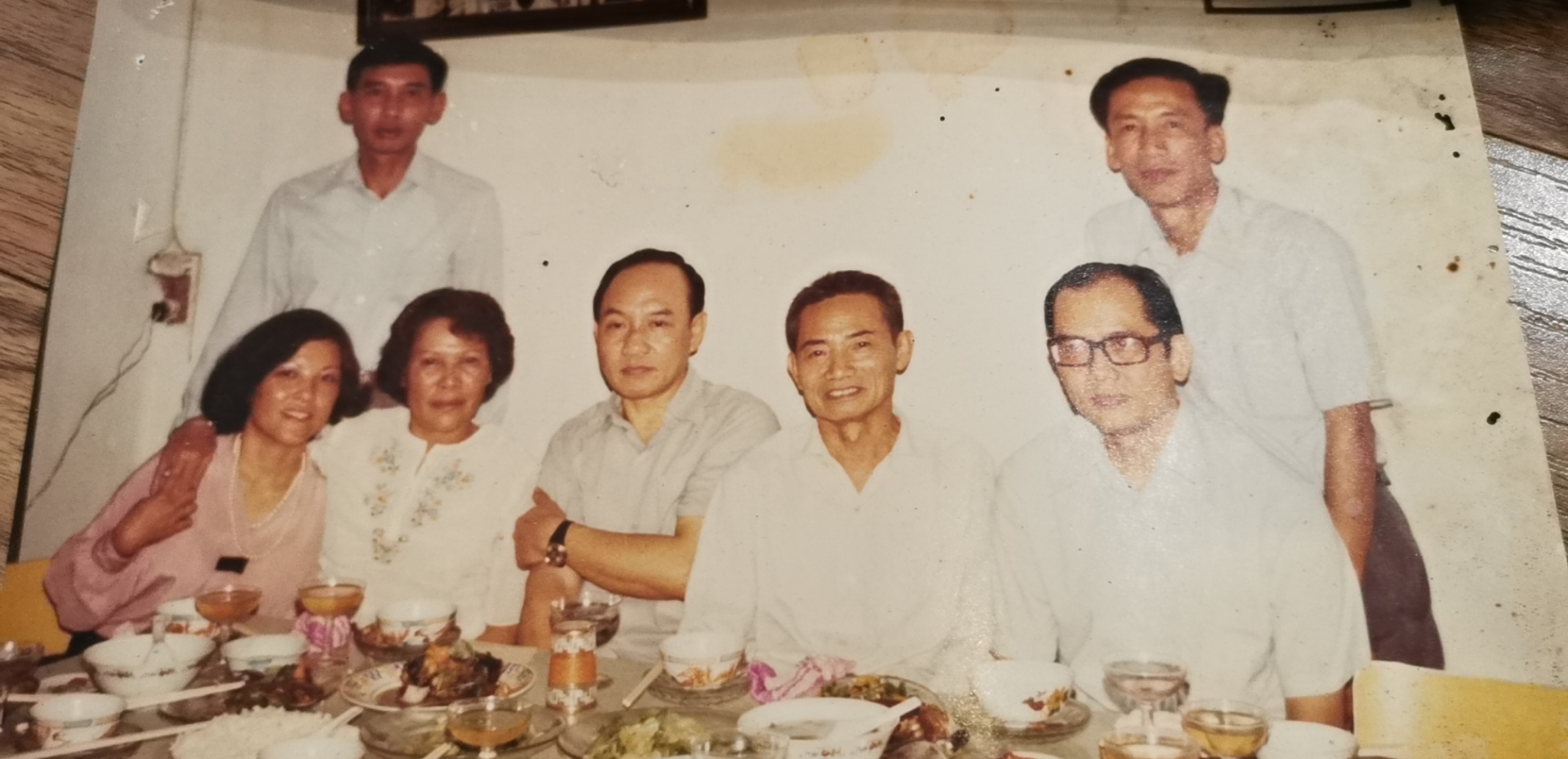